# Makito Itō
Makito Itō (jap. 伊藤 槙人, Itō Makito; * 18. Oktober 1992 in Shizuoka) ist ein japanischer Fußballspieler.

## Karriere
Makito Itō erlernte das Fußballspielen in den Jugendmannschaften von Hamamatsu JFC und Júbilo Iwata sowie in den Schulmannschaften der Hamana High School und der Komazawa-Universität. Seinen ersten Profivertrag unterschrieb er 2015 bei JEF United Chiba. Der Verein aus Ichihara spielte in der zweiten Liga des Landes, der J2 League. Bis Ende 2015 absolvierte er ein Zweitligaspiel. 2016 wechselte er zum Ligakonkurrenten Mito Hollyhock nach Mito. Hier stand er bis Mitte 2019 unter Vertrag. 2017 wurde er an den Drittligisten Fujieda MYFC nach Fujieda ausgeliehen. Zum 1. Juli 2019 wurde er von den Yokohama F. Marinos verpflichtet. Der Verein aus Yokohama spielte in der ersten Liga, der J1 League. Im ersten Jahr feierte er mit den Marinos die japanische Fußballmeisterschaft. Im Juli 2021 wechselte er auf Leihbasis zum Ligakonkurrenten Júbilo Iwata. Ende 2021 feierte er mit Júbilo die Meisterschaft und den Aufstieg in die erste Liga. Nach dem Aufstieg wurde er von Iwata fest unter Vertrag genommen. Nach nur einer Saison in der ersten Liga musste er am Ende der Saison 2022 als Tabellenletzter wieder den Weg in die zweite Liga antreten. 2023 gelang ihm mit dem Verein als Vizemeister der zweiten Liga der direkte Wiederaufstieg in die erste Liga. Am Ende der Saison 2024 belegte er mit Júbilo den 18. Tabellenplatz und musste somit in die zweite Liga absteigen. Nach dem Abstieg verließ er den Verein und schloss sich im Januar 2025 dem Erstligaaufsteiger Yokohama FC an.

## Erfolge
Yokohama F. Marinos
- Japanischer Meister: 2019

Júbilo Iwata
- Japanischer Zweitligameister: 2021
- Japanischer Zweitligavizemeister: 2023